# Launarfell
Launarfell är ett berg på Island. Det ligger i regionen Austurland, 400 km öster om huvudstaden Reykjavík. Toppen på Launarfell är 1 120 meter över havet.
Trakten runt Launarfell är nära nog obefolkad, med mindre än två invånare per kvadratkilometer. Närmaste större samhälle är Reyðarfjörður, omkring 13 kilometer norr om Launarfell. Trakten runt Launarfell består i huvudsak av gräsmarker.